# 포도당 1-탈수소효소 (NAD+)
포도당 1-탈수소효소 (NAD+)(영어: glucose 1-dehydrogenase (NAD+)) (EC 1.1.1.118)는 다음과 같은 화학 반응을 촉매하는 효소이다.
D-포도당 + NAD+ ⇄ D-글루코노-1,5-락톤 + NADH + H+
포도당 1-탈수소효소 (NAD+)의 2가지 기질은 D-포도당과 NAD+이며, 3가지 생성물은 D-글루코노-1,5-락톤, NADH, H+이다. 포도당 1-탈수소효소 (NAD+)는 산화환원효소 부류에 속하며, 특히 공여체가 CH-OH기이며, 수용체가 NAD+ 또는 NADP+인 효소에 속한다.

## 명명법
포도당 1-탈수소효소 (NAD+)의 계통명은 D-포도당:NAD+ 1-산화환원효소(영어: D-glucose:NAD+ 1-oxidoreductase)이다.
다음은 일반적으로 사용되는 다른 이름들이다.
- D-포도당:NAD+ 산화환원효소(영어: D-glucose:NAD+ oxidoreductase)
- D-알도헥소스 탈수소효소(영어: D-aldohexose dehydrogenase)
- 포도당 1-탈수소효소 (NAD+)(영어: glucose 1-dehydrogenase (NAD+))

## 구조 연구
2007년을 기준으로 이러한 부류의 효소에 대해 PDB 접근 코드 2DTD, 2DTE, 2DTX의 3가지 구조가 해결되었다.

## 같이 보기
- 포도당
- 탈수소효소
- 산화환원효소

## 참고 문헌
- Hu AS, Cline AL (November 1964). “The regulation of some sugar dehydrogenases in a pseudomonad”. 《Biochimica et Biophysica Acta (BBA) - General Subjects》 93 (2): 237–45. doi:10.1016/0304-4165(64)90371-x. PMID 14251301.